# Bartons langnæbbede myrepindsvin
Bartons langnæbbede myrepindsvin (Zaglossus bartoni) er et kloakdyr der lever på nordøst- og syd-Ny Guinea. Den lever primært i 2000 til 3000 meters højde, og er 55-60 cm lang.
Den kan kendes fra de andre medlemmer af slægten på antallet af kløer. På forfødderne har den fem kløer, på bagfødderne har den kun fire kløer.
Denne art kendes også under det ukorrekte videnskabelige navn Zaglossus bubuensis (Laurie, 1952).
Der findes fire underarter af det langnæbbede myrepindsvin:
- Zaglossus bartoni bartoni Thomas, 1907.
- Zaglossus bartoni clunius Thomas og W. Rothschild, 1922.
- Zaglossus bartoni diamondi Flannery og Groves, 1998.
- Zaglossus bartoni smeenki Flannery og Groves, 1998.